# Cordonata

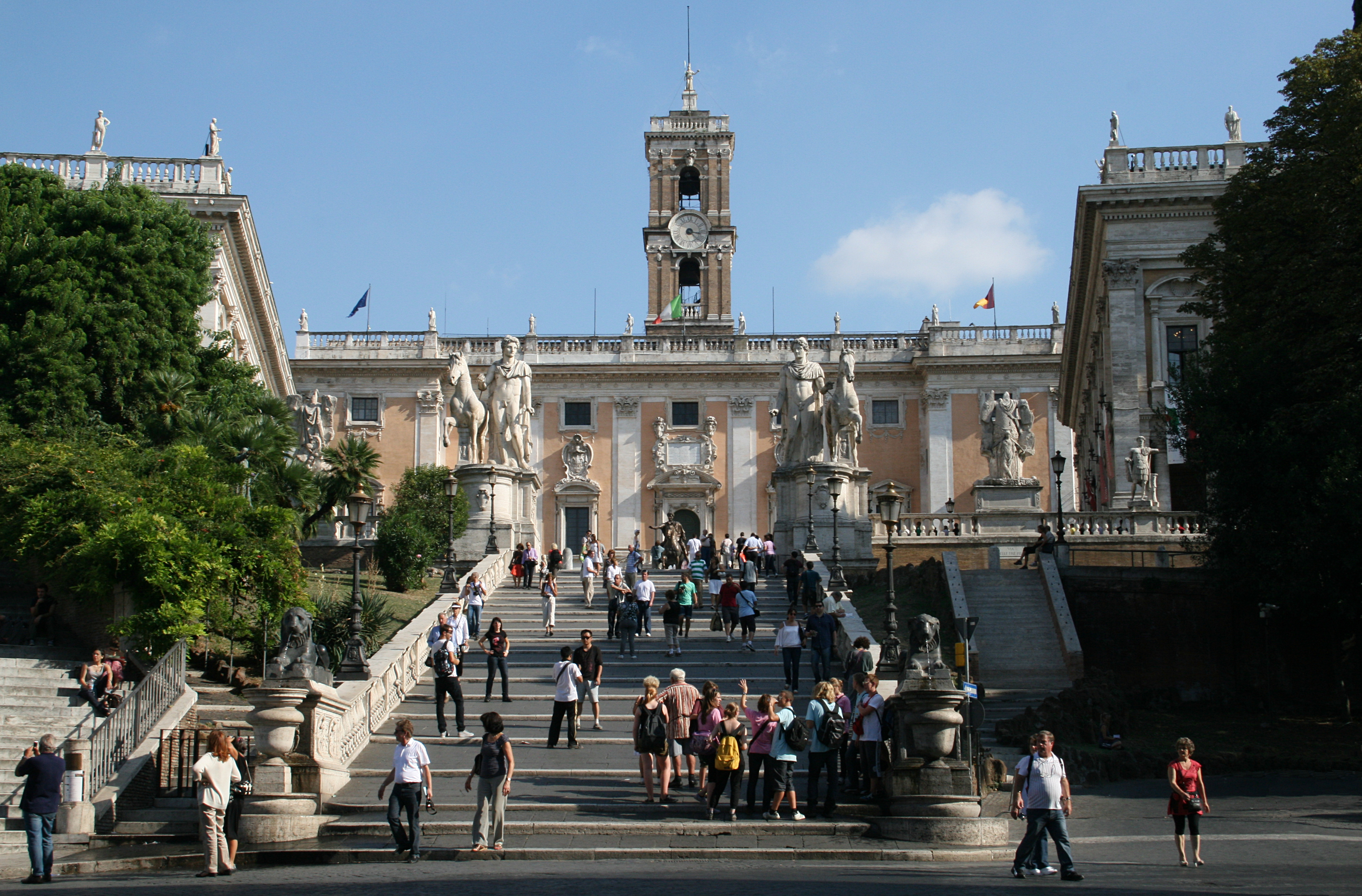
Die sogenannte Cordonata, die Dioskuren und der Palast der Senatoren

Die sogenannte Cordonata ist die große Freitreppe, die den heutigen Hauptzugang zum Kapitolsplatz (Piazza del Campidoglio) in Rom darstellt und mit der Piazza d'Aracoeli verbindet. Michelangelo entwarf die Treppe im 16. Jahrhundert. Gebaut wurde sie von Giacomo della Porta 1581 und 1582.
Am unteren Ende der Marmorbalustrade der Cordonata befinden sich zwei Löwen-Statuen aus schwarzem Granit, die bereits seit der Antike an diesem Ort anzutreffen gewesen sein sollen. Ursprünglich stellten sie wohl das Ende eines Aquäduktes dar, waren also eine Art Wasserspeier. Dieser Funktion verdanken sie dann auch das Privileg, im Laufe des Mittelalters und der Frühen Neuzeit bei Festen mehrfach als Weinspender fungieren zu dürfen, um die römische Bevölkerung reichlich zu versorgen.
Die recht flache Treppenanlage ist als Reittreppe gestaltet, die von Reitern zu Pferde genutzt werden kann.
Zwischen der steileren Treppe der Kirche Santa Maria in Aracoeli (links) und der Cordonata (rechts) befindet sich das im 19. Jahrhundert errichtete Denkmal des Tribunen Cola di Rienzo, der von ersterer seine Reden an das römische Volk hielt.